# استان لا اونیون
استان لا اونیون (به اسپانیایی: Provincia de La Unión) یک استان در پرو است که در منطقه ارکیپا واقع شده‌است.> استان لا اونیون ۴٬۷۴۶٫۴ کیلومتر مربع مساحت و ۱۵٬۶۶۲ نفر جمعیت دارد و ۲٬۳۸۸ متر بالاتر از سطح دریا واقع شده‌است.